# 広川あけみ
広川 あけみ（ひろかわ あけみ）は日本の歌手・声優。広川太一郎の実妹、作曲家の藤森崇多の実母。

## 概要

### 来歴・人物
- 1960年代中期に、フォークデュオ「タフィーズ」を経てソロとしてレコードデビュー。デビュー・シングルは「5×7=35」。
- その後、メリー・ホプキンの「悲しき天使」のカヴァーを森山良子と競作でリリースしたりした。また、唯一のソロ・アルバム『悲しき天使/広川あけみ　世界のヒットを歌う』がある。
- 彼女の明るく飾らないトークが好感をもって受け止められ、ニッポン放送の『バイタリス・フォークビレッジ』やラジオ関東（現・RFラジオ日本）の『ミュージック・フラッシュ』などの若者向け音楽番組でDJを務めた。
- その後、『海のトリトン』のピピや『モンシェリCoCo』のココ役など声優としても活動するが、結婚を機に引退した。
- 現在は主婦業の傍らThe West Hill Singersのミュージカルディレクターとしても活動している。

### エピソード
- 1967-70年頃、NETテレビ（現・テレビ朝日）の『奈良和モーニングショー』に準レギュラーで出演していたが、ある時、当該番組の看板コーナー「人間蒸発」で父親を捜す幼い少女の訴えに胸が詰まって歌えなくなり、途中でCMに切り替わったことがある。後日、同番組で彼女自身が「ご家族のことを思い、胸がいっぱいになりました。歌えなくてごめんなさい」と謝罪した。

## 活動
下記レコードの元資料は、東芝音楽工業株式会社発行のレコード月報（各月）、及び日本コロムビア番号順総目録（学芸・洋楽の1980年度版）。

### レコード（シングル）
1. 5×7=35（それからそれへと）/ガラスの恋（EXPRESS：EP-1117:1968年8月1日発売）
2. 悲しき天使/ヘイ・ジュード（EXPRESS：EP-1131：1968年12月20日発売）A面はメリー・ホプキンのカバー、B面はビートルズのカバー
3. グッドバイ/ふたりだけの夜明け（EXPRESS：EP-1150：1969年6月1日発売）A面はメリー・ホプキンのカバー、B面は同名のヘラルド映画主題歌。
4. 夢のゆくえ/輝く世界（EXPRESS：EP-1196：1970年1月10日発売）
5. 海のトリトン/ピピのうた（COLUMBIA：SCS-392：1977年12月10日発売）B面が広川あけみの歌唱。A面はヒデ夕樹と杉並児童合唱団による。

### レコード（オリジナル・アルバム）
1. 悲しき天使/広川あけみ　世界のヒットを歌う（EXPRESS：EP-7712：1969年3月10日発売）
A　悲しき天使/サウンド・オブ・サイレンス/風/廃墟の鳩/フール・オン・ザ・ヒル/我が心のアランフェス
B　ヘイ・ジュード/青い鳥/小さな日記/戦争は知らない/おはなし/愛のソナタ

### レコード（オムニバス・アルバム）
1. カレッジ・ポップス・ベスト（EXPRESS：EP-7702：1968年8月10日発売）「5×7＝35（それからそれへと）」収録
2. リクエスト・ベスト14（TOSHIBA：TP-7294：1969年2月1日発売）「悲しき天使」収録
3. 若者の唄！　カレッジ・ポップス（EXPRESS：EP-7708：1969年2月10日発売）「悲しき天使 ｣「ヘイ・ジュード」収録
4. ヤング・ポップス・フラッシュ（EXPRESS：EP-7709：1969年3月1日発売）「悲しき天使」「 ヘイ・ジュード」収録
5. 若者のこころ！　カレッジ・ポップス（EXPRESS：EP-7719：1969年7月10日発売）「戦争は知らない」「時には母のない子のように」（カルメン・マキのカバー）収録
6. ヤング・ポップス・ベスト（EXPRESS：EP-7721：1969年8月10日発売）「時には母のない子のように」収録
7. ベスト・フォーク・イン・カレッジ・ポップス（EXPRESS：EP-7736：1970年1月10日発売）「青春の光と影」収録（ジュディ・コリンズのカバー）
8. カレッジ・ポップス '70（EXPRESS：EP-7737：1970年1月10日発売）「時には母のない子のように」収録
9. 1969年度日本レコード大賞・作詞賞受賞記念・山上路夫作品集（EXPRESS：EP-7738：1970年2月5日発売）「世界は二人のために」（佐良直美のカバー）「廃虚の鳩」（ザ・タイガースのカバー）収録
10. カレッジ・ポップス出初式（EXPRESS：EP-7742：1970年3月5日発売）「青春の光と影」収録

### テレビアニメ
- 海のトリトン - ピピ役
- モンシェリCoCo - ココ役

### ラジオ
- バイタリス・フォーク・ビレッジ（パーソナリティー、ニッポン放送、1967年 - 1968年）